# Nichts als Trouble mit den Frauen
Nichts als Trouble mit den Frauen (auch Desert Affairs, englisch Mojave Moon) ist eine US-amerikanische Filmkomödie von Kevin Dowling aus dem Jahr 1996.

## Handlung
Der Autohändler Al McCord lernt zufällig in einem Restaurant Eleanor Rigby kennen, die ihn bittet, sie in den Heimatort in der Mojave-Wüste zu fahren. Dort lernt McCord Eleanors Mutter Julie und deren Freund Boyd kennen, die dort in einem Mobilheim leben. Es stellt sich außerdem heraus, dass Eleanor einen Freund, Kaiser, hat, den sie im Saloon trifft.
Das Auto von McCord funktioniert nicht, er und Julie kommen sich näher. Später fährt McCord wieder zurück nach Los Angeles, dabei findet er im Kofferraum die Leiche von Kaiser. Überraschend bekommt er zu Hause Besuch von Eleanor und danach Julie. Sie fliehen gemeinsam vor Boyd in ein Motel. McCords Auto wird von einer Gang gestohlen. Jene fliehen aber, als plötzlich Kaiser, die vermeintliche Leiche, aus dem Kofferraum tritt. Boyd schafft es, die beiden Frauen wieder zurück in die Mojave-Wüste zu bringen und sperrt sie dort ein.
McCord und sein Kumpel Sal versuchen nun Boyd zur Rede zu stellen. Boyd kann beide schnell K.O. schlagen. Er stopft sie mit den beiden Frauen in ein Auto und will dieses eine Klippe hinunterstürzen lassen. Da kann McCord eingreifen und stattdessen stürzt Boyd mit seiner Karre den Abhang hinunter. 

## Kritiken
Harald Keller schrieb in seinem Buch "Angelina Jolie", Jolie setze im Film zum ersten Mal ihre Erotik ein. Die Darstellung von Danny Aiello mache den Charakter von Al McCord sympathisch.